# من بويك 8 (رواية)
من بويك 8 (بالإنجليزية: From a Buick 8)‏: هي رواية رعب من تأليف الكاتب الأمريكي ستيفن كينغ. نُشرت في 24 سبتمبر 2002. تُعتبر رواية كينغ الثانية التي تستعرض سيارة خارقة للطبيعة (الرواية الأولى هي كريستين، التي تدور أحداثها كما هذه الرواية في غرب بنسلفانيا). وفقًا لما ورد على غلاف الكتاب «من بويك 8، رواية حول افتتاننا بالأشياء القاتلة، وعن إصرارنا حول إجابات لا وجود لها،  وحول الذعر والشجاعة بمواجهة ما لا سبيل لمعرفته». اشتُقَّ العنوان من أغنية بوب ديلان «من بويك 6».

## ملخص الحبكة
الرواية سلسلة من ذكريات مستحضرة لأعضاء الكتيبة دي، وهي ثكنة شرطة ولاية بنسلفانيا في ولاية بنسلفانيا الغربية. بعد مقتل كورتيس ويلكوكس  – العضو المحبوب في الكتيبة دي–  على يد سائق مخمور، يبدأ ابنه نيد بزيارة الثكنة. وسرعان ما يروق نيد للشرطيّين، مأمور الإرسال والحارس، ويبدآن بإخبار نيد حول «بويك 8».
كانت «بويك 8» التي تشبه سيارة «بويك رودماستر» طراز (1953) مخزنة في مرآب بالقرب من الثكنة منذ عام 1979 بعدما تركها سائق غامض في محطة وقود ثم اختفى بعد ذلك. اكتشفوا فيما بعد أنها أبعد ما تكون عن كونها سيارة. تبدو بأنها سيارة بويك رودماستر، ولكن عجلة القيادة غير قابلة للحركة، وأجهزة لوحة القيادة ليست ذات فائدة، والمحرك لا يحوي قِطع حركة، وأسلاك الإشعال غير مرتبطة بأي شيء، والسيارة تصلح نفسها عند أذيتها، وتتخلص من كل الأوساخ أو الحطام.
ساندي ديربورن -رقيب الكتيبة  دي- هو الراوي الرئيس للكتاب، ويروي القصة لنيد ويناقش أشياء مختلفة حدثت مع السيارة وافتتان والده بها. تتسبب السيارة بشكل متكرر في حدوث ما أسموه «زلازل خفيفة» أو ومضات كبيرة من الضوء الأرجواني على مدى فترة زمنية طويلة. هذه الأضواء «تنجب» أحيانًا نباتات ومخلوقات غريبة لا تشابه أي شيء في عالمنا. وقد اختفى شخصان كانا موجودين بالقرب من السيارة، وهما إينيس رافيرتي الزميل السابق لكيرتس ويلكوكس، بالإضافة إلى أحد الأشخاص الهاربين عديمي القيمة يدعى برايان ليبي. رُجِّح في وقت لاحق أن «بويك» لربما كانت في الواقع بوابة بين عالمنا وعالم آخر.
بعد سماع قصة بويك وكيف أُبقِيت سرًا من قبل الكتيبة دي لفترة طويلة، أصبح نيد مقتنعًا بأن السيارة كانت مرتبطة بطريقة ما بوفاة والده في ما بدا حادث طريق عشوائي. في النهاية كان عامل محطة الغاز الذي أبلغ لأول مرة عن سيارة بويك المركونة أمام المحطة هو نفس الرجل الذي سوف يقتل والده بعد سنوات. ويحذره ساندي من الهوس بسيارة البويك («ثمة سيارات بويك في كل مكان»، يحذره فيما بعد) ولكن بعد أن ترك نيد في منشأة الكتيبة دي ليتناول طعام العشاء،  يدرك أن نيد لم يسأل أبدًا عمّا إذا كان هناك أي شخص قد فكّر بتدميرها. يستنتج بذلك أن نيد عازم على تدمير البويك، وأن البويك تريد استغلال اندفاع نيد لإرساله إلى العالم الآخر.
يعود ساندي إلى المرآب ليجد نيد جالسًا فيها، وقد صبّ نيد البنزين تحت السيارة حاملًا مسدسًا وعود ثقاب. حالما يتمكن ساندي من سحب نيد من السيارة، تتحول بويك إلى بوابة محاولةً جرّ كل من نيد وساندي إلى داخلها. يصل بقية الطاقم إثر شعورهم بحدوث خطبٍ ما، جميعهم يساعدون في تذكر قصة أصل بويك في محطتهم، ويتمكنون من تحرير نيد وساندي، ولكن ليس قبل أن يخطف ساندي لمحة على العالم في الجانب الآخر من البويك. يرى قلادة الصليب المعقوف الخاصة بليبي وحذاء رعاة البقر مع قبعة إينيس ماركة ستيتسون ومسدس نوع روغر.
رُويت قصة أخيرة موضحةً أن مسألة تدمير البويك قد نوقشت في واقع الأمر. لكنهم نَتَجوا إلى نظرية أن سيارة بويك تعمل كشكل من أشكال صمامات الموازنة بين العوالم، وأن تدميرها من شأنه أن يلحق ضررا أكثر من النفع. يرتؤون أن مراقبة البويك أكثر القرارات أمانًا، على أمل أن تتبدد وتنتهي القوة الخارقة للطبيعة أيًّا كانت في النهاية.
ينتهي الأمر بإيدي جاي بقتل نفسه ويصبح نيد مأمورًا. يحدّق نيد في البويك ويخبر ساندي بأن الشقوق في الزجاج الأمامي لم تُصلح.